# Ki no Tsurayuki

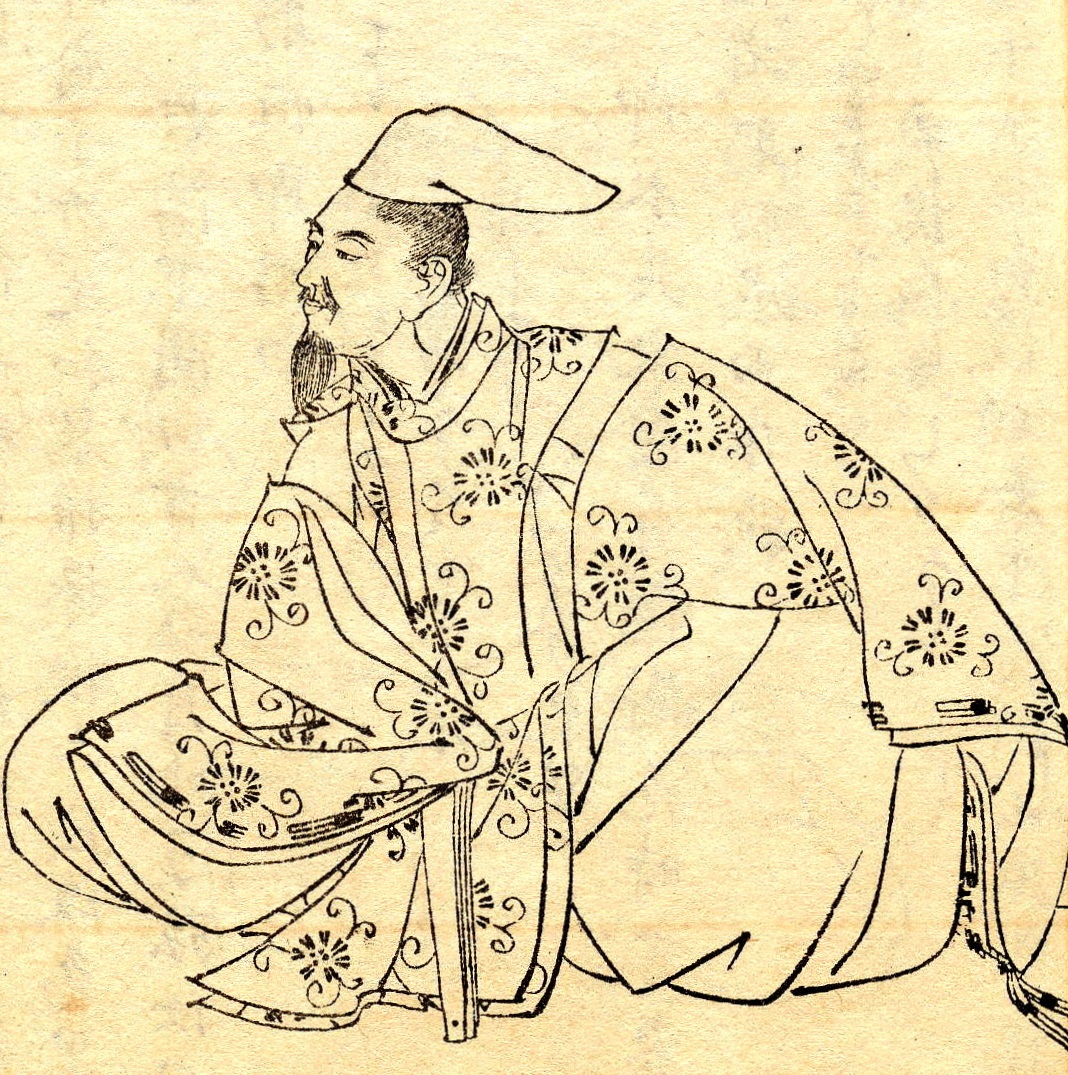
Tsurayuki par Kikuchi Yōsai

Ki no Tsurayuki (紀貫之, ca.872 - ca. 945) est un aristocrate et un homme de lettres de l'époque de Heian. Compilateur du Kokin Wakashū (Anthologie de waka anciens et modernes), il est un des trente-six grands poètes.

## Vie et œuvre
Ki no Tsurayuki occupe une place privilégiée dans la littérature de l'époque de Heian (794-1185). Issu de la famille Ki en déclin après des luttes d’influence l’opposant aux Fujiwara durant le IXe siècle, il n’obtient pas de rang de cour élevé. Poète et critique reconnu, il est chargé de la compilation de la première anthologie impériale de poésie japonaise, le Kokin wakashū, sur ordre de l'empereur Daigo en 905. Il en est également le poète le plus représenté avec 105 poèmes, soit près d’un dixième du total. Outre la compilation elle-même, Ki no Tsurayuki a aussi été désigné pour rédiger la préface en japonais de l’œuvre, qui constitue un véritable manifeste du waka destiné à établir le statut de la poésie japonaise comme moyen d'expression naturel face à la poésie chinoise.
Ses poèmes, dont plusieurs ont été intégrés dans les anthologies postérieures, forment un recueil privé, le recueil de Tsurayuki (Tsurayuki shū).
Ce n'est pas seulement par la composition originale du Kokin wakashū et par ses poèmes qu'il fait figure de novateur, il s'imposa aussi dans la littérature en prose avec le Journal de Tosa (Tosa nikki), le plus ancien journal intime (nikki) existant en langue japonaise. Ecrit à la première personne en se faisant passer pour une femme entre 934 et 935, il décrit le retour de Ki no Tsurayuki depuis la province de Tosa, où il avait été muté en 930. Cette œuvre préfigure les nombreux journaux intimes en kana et la littérature féminine qui se développera durant l'époque de Heian.

## Représentation iconographique

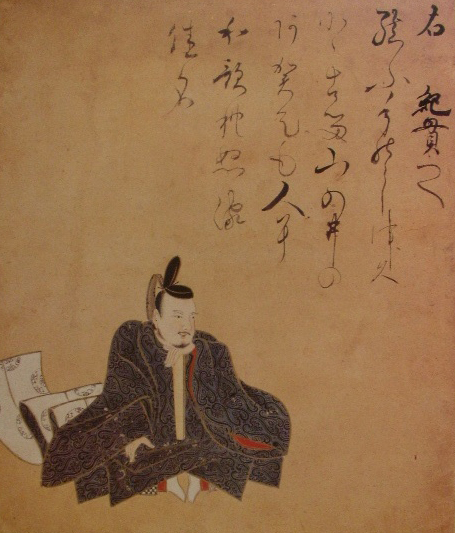
Ki no Tsurayuki, d'après une série de peintures des Trente-six poètes immortels

Depuis les portraits datant du XIIIe siècle jusqu'à l'époque d'Edo, Tsurayuki est toujours représenté vêtu du costume de cérémonie (sokutai) composé d'un manteau ample et long de couleur noire (ici à motifs de fantaisie) porté sur un vêtement à manche et longue traîne (shitagasane) balayant le sol. Il tient dans ses mains le bâton de cérémonie (shaku). On peut remarquer dans ces différents portraits une évolution dans la pose et le costume allant d'une attitude immobile et stricte (version Satake ou version Agedatami) vers une pose décontractée, comme c'est ici le cas, Tsurayuki prenant nonchalamment appui sur le shaku.
Traduction du poème :
むすぶ手のしずくににごる山の井のあかでも人に別れぬるかな
Musubuteno
Shizuku ni nigoru
Yama no i no
Akademo hito ni
Wakare nurukana
L'eau s'égouttant de mes mains
Trouble la clarté
Du puits de la montagne,
Sans être lassé l'un de l'autre
Il a pourtant fallu se séparer

## Traductions françaises
- Ki no Tsurayuki, Le Journal de Tosa. Poèmes du Kokin-shû, présentés et trad. du japonais par René Sieffert, Publications orientalistes de France, 1993 ; rééd. Verdier, 2018.